# Mary Pierce
Mary Pierce, francoska tenisačica, * 15. januar 1975, Montreal, Quebec, Kanada.
Mary Pierce je nekdanja številka tri na ženski teniški lestvici in zmagovalka dveh posamičnih turnirjev za Grand Slam, še štirikrat pa se je uvrstila v finale. Osvojila je Odprto prvenstvo Avstralije leta 1995, ko je v finalu premagala Arantxo Sánchez Vicario, in Odprto prvenstvo Francije leta 2000, ko je premagala Conchito Martínez. V finalih je zaigrala še v letih 1994 in 2005 na turnirjih za Odprto prvenstvo Francije, ko sta jo premagali Arantxa Sánchez Vicario in Justine Henin, leta 1997 na turnirju za Odprto prvenstvo Avstralije, ko jo je premagala Martina Hingis, ter leta 2005 na turnirju za Odprto prvenstvo ZDA, ko jo je premagala Kim Clijsters. Na turnirjih za Odprto prvenstvo Anglije se je najdlje uvrstila v četrtfinale v letih 1996 in 2005.  V letih 1992 in 2004 je nastopila na olimpijskem turnirju. Od poškodbe kolena leta 2006 ni več nastopila na večjih turnirjih, čeprav upokojitve uradno še ni napovedala. Leta 2019 je bila sprejeta v Mednarodni teniški hram slavnih.

## Posamični finali Grand Slamov (6)

### Zmage (2)
| Leto | Turnir                      | Nasprotnica v finalu    | Rezultat finala |
| 1995 | Odprto prvenstvo Avstralije | Arantxa Sánchez Vicario | 6–3, 6–2        |
| 2000 | Odprto prvenstvo Francije   | Conchita Martínez       | 6–2, 7–5        |

### Porazi (4)
| Leto | Turnir                        | Nasprotnica v finalu    | Rezultat finala |
| 1994 | Odprto prvenstvo Francije     | Arantxa Sánchez Vicario | 6–4, 6–4        |
| 1997 | Odprto prvenstvo Avstralije   | Martina Hingis          | 6–2, 6–2        |
| 2005 | Odprto prvenstvo Francije (2) | Justine Henin           | 6–1, 6–1        |
| 2005 | Odprto prvenstvo ZDA          | Kim Clijsters           | 6–3, 6–1        |